# Ботанический (приток Лыбеди)
Ботанический — ручей в Киеве, в местности Паньковщина, левый приток Лыбеди.

## Описание
Протяжённость ручья — около 1,2 км.
Начинается в верхней части Ботанического сада им. Фомина (истоки можно увидеть возле дорожки, отделяющей Ботанический сад и территорию Университета) и далее протекает вниз по территории ботанического сада в природном русле. Неподалёку (приблизительно за 150 метров) от выхода из ботанического сада до стыка улиц Толстого и Ветрова ручей уходит в коллектор, по которому протекает вплоть до впадения в Лыбедь под улицей Льва Толстого (его можно услышать, если стоять на остановке общественного транспорта «ул. Льва Толстого» в сторону Соломенки, из водостоков можно услышать звук журчащей воды — это и есть Ботанический ручей).
Впадает в Лыбедь под автомобильным мостом рядом с ТЭЦ-3.
В жаркую погоду или при малом количестве осадков часто пересыхает, особенно сильно – в верховье.